# Typhlops ruficaudus
Typhlops ruficaudus este o specie de șerpi din genul Typhlops, familia Typhlopidae, descrisă de Gray 1845. Conform Catalogue of Life specia Typhlops ruficaudus nu are subspecii cunoscute.